# بيتر ريد (تريثلت)
بيتر ريد هو تريثلت كندي، ولد في 27 مايو 1969 في مونتريال في كندا.

## وصلات خارجية
- بيتر ريد على موقع اتحاد الترياتلون الدولي (الإنجليزية)
- بيتر ريد على موقع IAT Triathlon Database (الإنجليزية)
- بيتر ريد على موقع قاعة كولومبيا البريطانية للمشاهير الرياضية (الإنجليزية)
- بيتر ريد على موقع قاعة كندا للمشاهير الرياضية (الإنجليزية)